# Vladimir Losskij
Vladimir Nikolajevitj Losskij (ryska: Владимир Николаевич Лосский), född 26 maj 1903, död 7 februari 1958, var en rysk teolog inom den ortodoxa kyrkan. Han tvingades i exil från Sovjetunionen år 1922.